# نج تشي منغ
نج تشي منغ هو سياسي سنغافوري، ولد في 8 أغسطس 1968. نشط حزبياً في حزب العمل الشعبي. وقد انتخب عضو مجلس الشعب السنغافوري ‏ عن دائرة Pasir Ris–Punggol Group Representation Constituency ‏ وقد انضم خلال فترته النيابية ‏ للكتلة البرلمانية حزب العمل الشعبي.